# Sorsfordító szerelem
A Sorsfordító szerelem (eredeti cím:Kaderimin Yazıldığı Gün) egy 2014 és 2015 között bemutatott török televíziós sorozat, melynek főszereplői az Isztambuli menyasszony című sorozatból ismert Özcan Deniz és Hatice Şendil.
Törökországban 2014. október 14-től 2015. december 29-ig sugározta a Star TV. Magyarországon 2022. szeptember 29-től 2023. május 8-ig sugározta az Izaura TV.

## Rövid cselekmény
Kahraman és Defne a gazdagok életét élik, azonban mindennapjaikat egy múltban történt tragédia árnyékolja be. A család kellemetlen helyzetbe hozza Defnét, aki nehezen birkózik meg a tudattal, hogy nem szülhet gyermeket. Kahraman élete eközben fordulóponthoz érkezik, mikor apja rábízza családi vállalkozásuk irányítását, kivívva ezzel testvére, Yakup ellenszenvét. A munkások között feltűnik Elif, kinek mindennapjait egy kéretlen frigy terhe nehezíti, azonban szíve titkon másért dobog.

## Szereplők
| Színész               | Szereplő               | Magyar hang        | Megjegyzés |
| --------------------- | ---------------------- | ------------------ | --- |
| Özcan Deniz           | Kahraman Yörükhan      | Moser Károly       | |
| Hatice Şendil         | Elif Doğan-Yörükhan    | Kereki Anna        | Béranya, aki kihordja Kahraman és Defne gyermekét. Időközben azonban kiderül, hogy az általa kihordott gyermeknek, Topraknak valójában ő a vér szerinti anyja. Kahraman és Defne válása után nem sokkal feleségül megy Kahramanhoz. |
| Begüm Kütük Yaşaroğlu | Defne Başer-Yörükhan   | Roatis Andrea      | Kahraman első felesége |
| Gül Onat              | Kıymet Yörükhan        | Menszátor Magdolna | Kahraman édesanyja |
| Hakan Meriçliler      | Yakup Yörükhan         | Galbenisz Tomasz   | Kahraman bátyja |
| Goncagül Sunar        | Şükran Yörükhan        | Hámori Eszter      | Yakup felesége, Kahraman sógornője |
| Serdar Özer           | Maksut Karakoyunlu     | Dányi Krisztián    | A férfi, akihez Elifet pénzért feleségül akarta adni erőszakos apja. Elif megszállottja. |
| Berrin Arısoy         | Meryem Yörükhan-Serter | Huszárik Kata      | Kahraman nővére |
| Ayşenur Özkan         | Canan Yörükhan         |                    | Kahraman unokahúga, Yakup és Şükran nagyobbik lánya |
| Hasret Canan Tutuş    | Aysel                  |                    | Halil felesége |
| Bennur Duyucu         | Gülsüm                 |                    | |
| Anıl Altan            | Selim                  |                    | Halil és Aysel fia |
| Burçin Birben         | Celal                  |                    | |
| Yeliz Başlangıç       | Müjgan                 |                    | |
| Bülent Düzgünoğlu     | Halil                  |                    | |
| Gürbey İleri          | Kerem Serter           | Czető Roland       | Kahraman unokaöccse, Meryem fia, az általa megbízott bérgyilkos megöli. |
| Elif Taş              | Nazlı Doğan            |                    | Elif húga |
| Almila Ada            | Nehir Yörükhan         |                    | Kahraman unokahúga, Yakup és Şükran kisebbik lánya |
| Güneş Hayat           | Sultan Doğan           |                    | Elif és Nazlı édesanyja |
| Ali Yerlikaya         | Veysel                 |                    | Maksut unokatestvére |
| Metin Çekmez          | Ziya Yörükhan          | Csuha Lajos        | Kahraman édesapja |

## Évados áttekintés
| Évad | Évad | Epizódok | Epizódok | Eredeti sugárzás     | Eredeti sugárzás   | Eredeti sugárzás | Magyar sugárzás      | Magyar sugárzás  | Magyar sugárzás |
| Évad | Évad | Török    | Magyar   | Évadbemutató         | Évadzáró           | Eredeti adó      | Évadbemutató         | Évadzáró         | Magyar adó      |
| ---- | ---- | -------- | -------- | -------------------- | ------------------ | ---------------- | -------------------- | ---------------- | --------------- |
|      | 1.   | 34       | 103      | 2014. október 14.    | 2015. július 16.   |                  | 2022. szeptember 29. | 2023. március 1. |                 |
|      | 2.   | 16       | 45       | 2015. szeptember 15. | 2015. december 29. | 2023. március 2. | 2023. május 8.       |                  |                 |